# Зарєччя (Пригороднаволость)
Зарєччя (рос. Заречье) — присілок в Новосокольницькому районі Псковської області Російської Федерації.
Населення становить 64 особи. Входить до складу муніципального утворення Пригородная волость.

## Історія
Від 2015 року входить до складу муніципального утворення Пригородная волость.

## Населення
1. Н/Д[2]